# Radčice
Radčice är en ort i Tjeckien. Den ligger i den norra delen av landet, 90 km nordost om huvudstaden Prag. Radčice ligger 533 meter över havet och antalet invånare är 149.
Terrängen runt Radčice är huvudsakligen kuperad, men den allra närmaste omgivningen är platt. Terrängen runt Radčice sluttar söderut. Runt Radčice är det ganska tätbefolkat, med 65 invånare per kvadratkilometer. Närmaste större samhälle är Liberec, 18,8 km nordväst om Radčice. I omgivningarna runt Radčice växer i huvudsak blandskog.